# John Mogensen
John Mogensen (døbt John Louis Hansen – efternavn blev ændret i 1936, da moderen giftede sig; født 5. maj 1928, død 10. april 1977) var en dansk sanger, sangskriver og komponist.
Han startede i sangkvartetten Blue Boys i 1952, men dannede i 1956 Four Jacks sammen med Poul Rudi, Otto Brandenburg, Bent Werther. James Rasmussen afløste Otto Brandenburg i 1958. Gruppen oplevede stor succes og blev folkeeje i de 8 år gruppen bestod. Gruppen opløstes i april 1964. John Mogensen oplevede efterfølgende en nedtur og måtte tage mange mindre spillejobs. Han skrev også tekster og melodier til andre kunstnere. I 1971 udgav han singlen "Der er noget galt i Danmark", der blev starten på en succesfuld solo-karriere. Han indspillede flere album og havde succes med sin musik. Samtidig blev hans alkoholmisbrug større, hvilket resulterede i flere aflyste koncerter. I 1977 døde han af et hjertestop.

## Biografi
I 1952 blev John Mogensen medlem af sangkvartetten Blue Boys. Gruppen fik for alvor sit gennembrud med "Oppe på bjerget" i 1954. Mogensen startede vokalgruppen Four Jacks i 1956 sammen med Poul Rudi, Otto Brandenburg og Bent Werther. Gruppen blev opløst i 1963, og John Mogensen fortsatte som pianist på Oslo-bådene, til familiefester og på mindre værtshuse. Han skrev også melodier til andre som "Du ser mig, når jeg kommer" til Grethe Sønck og et par melodier til Jørgen Ingmann. Det blev i 1964 til et enkelt forsøg med en single, der er John Mogensens formelle debut som solist.
Med "Der er noget galt i Danmark" (1971) tog en stor solokarriere for alvor fart via en kontrakt med Jørgen Kleinert. Stribevis af indspilninger i sin helt egen pop/country-stil gjorde lykke hos publikum op igennem 1970'erne, og han modtog i 1972 Nikolaj-prisen af Poul og Lise Reinau for sin originalitet og for sin kunstneriske indsats. John Mogensens største hit på Dansktoppen var "Fut i fejemøget", der første gang blev indspillet af skuespiller Kai Løvring som b-side på singlepladen "Enkebal på kroen" i 1970. Sangen blev ikke noget hit, men året efter indspillede John Mogensen selv "Fut i fejemøget", der udkom som b-side til singlen "Erhard". Sangen lå på Dansktoppens førsteplads i 11 uger, og har solgt 150.000 eksemplarer. I 1972 blev sangen indspilet i en svensk version, med titlen "Sofia dansar go-go", af Stefan Rüden.
John Mogensen mente ikke, at det var forkert at satse på det ugentlige radioprogram Dansktoppen som platform, selv om han ofte blev kritiseret for det. "Dansktoppen er dig og mig, den dejligste kop kaffe du drikker, bilen der kører forbi hver dag. Den er alt det og ingenting der sker hver eneste dag".
John Mogensen havde problemer med alkohol. Det blev for alvor synligt hen mod slutningen af hans karriere, hvor han aflyste flere og flere koncerter. Det skyldtes også præstationsangst. Han lavede også sange som "Nede i møget", der handler om at være fattig og sulten.
Flere af John Mogensens sange har et samfundskritisk og/eller socialrealistisk indhold.

## Film
I 2018 udkom Ole Bornedals film om John Mogensens liv Så længe jeg lever med Rasmus Bjerg som Mogensen. Historien følger Mogensen fra hans barndom over det første gennembrud med kvartetten Four Jacks til den hårde rejse mod toppen af de danske hitlister som solist. På sidelinjen står hustruen Ruth, og deres ægteskab er sangerens eneste holdepunkt i en musiktilværelse, der domineres af lidenskab, angst og alkohol. Filmen har medført en "genopdagelse" af John Mogensens musik og har fået danskerne til at anerkende hans hårde arbejde i en branche som ikke var let at bryde igennem.[kilde mangler]
John Mogensens datter, Minna Mogensen, var dog meget utilfreds med filmen. Hun forklarede til Radio24syv, at hun udvandrede fra biografen, mens filmen spillede: "Jeg fik et chok og måtte gå, for den er så grim. Jeg har aldrig nogensinde set noget så grimt. Hæsligt, modbydeligt". Direkte adspurgt, hvad hendes problemer med filmen var, lød svaret: "Det er det hele, han [Ole Bornedal] har selv fundet på det". Hun hævdede også, at hun flere gange havde forsøgt at kontakte Ole Bornedal, men han svarede ikke.

### Sidste ord
John Mogensen gæstede stamværtshuset Færgegaarden for sidste gang 10. april 1977. Her sagde han til bartenderen Carsten Roslundh, "Old timer – jeg tror sgu jeg er færdig". Til dette svarede Roslundh "Gu' er du da ej færdig – du skal bare hjem til Ruth.". Kort efter faldt John Mogensen om og blev kørt hjem, hvor han døde af hjertestop.

### Fortolket efter sin død
Mogensens musik gik ikke af mode efter hans død. Talrige genudgivelser og opsamlingsalbum er udkommet siden.
Den enkle "Så længe jeg lever", der udkom i 1973, regnes i dag for en standardmelodi, der blandt andet er optaget blandt 12 evergreens i Kulturkanonen fra 2006. Sangen var den mest spillede sang på de danske radiostationer i 1980'erne. I 1980'erne var denne titel også udgangspunktet for Erik Thygesen og Jakob Christensens kabaret, der turnerede i 12 år med bl.a Jytte Pilloni og Troels Jensen som medvirkende.
Musicalen "Så længe mit hjerte slår" havde premiere i februar 1985 på teatret Københavneren. Forestillingen var en hyldest til John Mogensen, hans musik og det Danmark, han beskrev. Den tog sit udgangspunkt i John Mogensens sange, mens dialogen, der bandt de enkelte sange sammen, var skrevet af Erik Thygesen. Instruktør var Jakob Christensen, der også medvirkede i stykket i rollen som "John". Forestillingen turnerede landet rundt til langt op i 1990'erne.
Datteren Minna Mogensen har også udsendt et album med sin fars sange. Minna Mogensen afgik ved døden i 2019. 

## Diskografi

### Album
- John Mogensen (1971, Oktav)
  1. Der er noget galt i Danmark
  2. Kom, kom til Klondike
  3. Hiv op og lad gå
  4. Mandag morgen blues
  5. Du ser mig når jeg kommer
  6. Sidder på et værtshus
  7. Hjemme igen, langt herfra
  8. Livet er kort
  9. Sæt dig ned i en vejgrøft
  10. Nede i møjet
  11. Syv, ni, tretten
  12. Ny Dragør vals
- Stop En Halv (1972, Play Records)
  1. Hvad pokker skal jeg gøre?
  2. To mennesker på en strand
  3. Automobil
  4. Mig og Margrethe
  5. Kom hjem igen
  6. Ursula
  7. Piraternes sang
  8. Mytteriet på H.M.S. Bounty anno 1789
  9. Mit kvindfolk
  10. Hjemme
  11. En fattig troubadur
  12. Erik Oluf Andersen
- John (1973, Play Records)
  1. Åh, hvilken herlig nat
  2. Mandalay
  3. Fut i fejemøget
  4. En lille pige i flade sko
  5. Solskinsdreng
  6. Søndag morgen
  7. Så længe jeg lever
  8. Far er præst i Jylland
  9. Carsten Levin
  10. Skuld gammel venskab rejn forgo
  11. Skibshunden
  12. Danmarks jord
- Taurus (1975, KMF)
  1. Grufuldt mareridt
  2. Du si’r jeg ska’ gi’ dig en chance
  3. Vidste du det?
  4. Ensomhedens gade no. 9
  5. Kør langsomt
  6. Den gamle violin
  7. Nina kære Nina
  8. Hvilken herlig dag
  9. Mennesker bliver spist i Polynesien
  10. Conny bli’r hos mig
  11. Falmede roser
  12. Morfar
- Nordstjernen (1977, KMF)
  1. Når dit hår bli’r hvidt som sølvet
  2. Hva’ skal jeg gøre?
  3. Man skal aldrig sige aldrig
  4. Karl & Ann-Cathrin
  5. Mary Celeste
  6. Den mand
  7. Karl Herman og jeg
  8. Hvad tænker de på
  9. Politipatruljen
  10. Brave soldiers

### Opsamlingsplader mm.
- John & Daimi (1974, Play Records)

1 Så længe jeg lever, 2 Åh, hvilken herlig nat, 3 Fut i fejemøget, 4 Mig og Margrethe, 5 Erik Oluf Andersen, 6 To mennesker på en strand (side 2 indeholder sange med Daimi)
- Johns bedste gennem 5 år (1976, KMF)

1 Fut i fejemøget, 2 Livet er kort, 3 Erik Oluf Andersen, 4 Mig og Margrethe, 5 To mennesker på en strand, 6 Så længe jeg lever, 7 Sidder på et værtshus, 8 Der er noget galt i Danmark, 9 Ursula, 10 Nede i møjet, 11 Hva' pokker ska' jeg gøre?, 12 Åh, hvilken herlig nat, 13 Ensomhedens gade no. 9, 14 Nina, kære Nina
- Johns bedste 2 (1978, KMF)

1 Karl & Ann-Cathrin', 2 Kom, Kom Til Klondyke, 3 Den Mand, 4 Automobil, 5 Grufuldt Mareridt, 6 Søndag Morgen, 7 Mytteriet På HMS Bounty Anno 1789, 8 Ny Dragør vals, 9 Falmede Roser, 10 Karl-Hermann og jeg, 11 Den Gamle Violin, 12 Hjemme igen, langt herfra
- John Mogensen & Papa Bue's Viking Jazzband med Liller (1980, Kleinetten)

A1 Der er noget galt i Danmark, A3 Så længe jeg lever, A5 Karl Herman og jeg, A7 Bonnie Og Clyde, B1 Sidder på et værsthus, B2 To mennesker på en strand, B4 Nina, Kære Nina, B6 Man skal aldrig sige aldrig (øvrige sange med Papa Bue's Viking Jazzband med Liller)
- Johns allerbedste (1994, Pool Records)

A1 Der Er Noget Galt I Danmark, A2 Så Længe Jeg Lever, A3 Erik Oluf Andersen, A4 Hva' Pokker Ska' Jeg Gøre, A5 Karl Herman Og Jeg, A6 Åh, Hvilken Herlig Nat, A7 Livet Er Kort, A8 Du Ser Mig Når Jeg Kommer, A9 Den Gamle Violin, B1 Fut I Fejemøjet, B2 To Mennesker På En Strand, B3 Mig Og Margrethe, B4 Nina Kære Nina, B5 Nede I Møjet, B6 Ursula, B7, Karl Og Ann-Cathrin', B8 Søndag Morgen, B9 Sidder På Et Værtshus
- Der Er Noget Galt I Danmark (1994, FLAP)

A1 Der Er Noget Galt I Danmark, A2 Erik Oluf Andersen, A3 To Mennesker På En Strand, A4 Sidder På Et Værtshus, A5 Du Ser Mig Når Jeg Kommer, A6 Man Skal Aldrig Sige Aldrig, A7 Nede I Møjet, A8 Ensomhedens Gade No. 9, B1 Så Længe Jeg Lever, B2 Karl & Ann-Cathrin', B3 Grufuldt Mareridt, B4 Den Gamle Violin, B5 Livet Er Kort, B6 Hva' Pokker Ska' Jeg Gøre, B7 Mennesker Bliver Spist I Polynesien, B8 Ursula, C1 Åh Hvilken Herlig Nat, C2 Mytteriet På H.M.S. Bounty Anno 1789, C3 Hva' Tænker De På, C4 Den Mand, C5 Kom Hjem Igen, C6 Hvad Skal Jeg Gøre, C7 Søndag Morgen, C8 Sæt Dig Ned I En Vejgrøft, C9 Mig Og Margrethe, D1 Karl Herman & Jeg, D2 Fut I Fejemøget, D3 Kom, Kom Til Klondike, D4 Mandag Morgen Blues, D5 Carsten Levin, D6 Danmarks Jord, D7 Du Si'r Jeg Ska' Gi' Dig En Chance, D8 Nina Kære Nina, D9 En Fattig Troubadur
- John som han var (1999, Pool Records)

1 Fut I Fejemøget, 2 Conny Bli'r Hos Mig, 3 En Lille Pige I Flade Sko, 4 Kom, Kom Til Klondike, 5 Mit Kvindfolk, 6 Nede I Møjet, 7 Carsten Levin, 8 Bonnie Og Clyde, 9 Mandag Morgen Blues, 10 Falmede Roser, 11 Livet Er Kort, 12 Søndag Morgen, 13 Hva' Pokker Ska' Jeg Gøre, 14 Vidste Du Det, 15 Solskinsdreng, 16 Karl Herman & Jeg, 17 Nina, Kære Nina, 18 Skibshunden, 19 Piraternes Sang, 20 Brave Soldiers
- John som han var 2 (1999, Pool Records)

1 Så Længe Jeg Lever, 2 Hvad Tænker De På, 3 Mennesker Bliver Spist I Polynesien, 4 Karl & Ann-Cathrin', 5 En Fattig Troubadur, 6 Man Ska' Aldrig Sige Aldrig, 7 Kom Hjem Igen, 8 Du Si'r Jeg Ska' Gi' Dig En Chance, 9 Ny Dragør Vals, 10 Den Gamle Violin, 11 Sidder På Et Værtshus, 12 Kør Langsomt,
13 Ursula, 14 Hva' Skal Jeg Gøre, 15 Mandalay, 16 Du Ser Mig Når Jeg Kommer,
17 Ensomhedens Gade Nr. 9, 18 Syv, Ni, Tretten, 19 Hjemme, 20 Hvilken Herlig Dag
- John som han var 3 (1999, Pool Records)

1 To Mennesker På En Strand, 2 Erik Oluf Andersen, 3 Grufuldt Mareridt, 4 Far Var Præst I Jylland, 5 Morfar, 6 Åh, Hvilken Herlig Nat, 7 Erhard, 8 Hiv Op Og Lad Gå, 9 Automobil, 10 Politipatruljen Kommer, 11 Der Er Noget Galt I Danmark, 12 Sæt Dig Ned I En Vejgrøft, 13 Hjemme Igen, Langt Herfra, 14 Mytteriet På H.M.S. "Bounty" 1789, 15 Mary Celeste, 16 Danmarks Jord, 17 Den Mand, 18 Mig Og Margrethe, 19 Skuld Gammel Venskab Rejn Forgo, 20 Når Dit Hår Bli'r Hvidt Som Sølvet
- John Mogensen. Samlede værker + bonus CD (2004, Kick Music) (indeholder samtlige John Mogensens studioalbums samt tributalbummet "Så længe mit hjerte slår - En nat med John Mogensen")
- Livet skal jo leves, vil du have en skrå? (2008, Universal Music)

1 Karl & Ann-Cathrinn, 2 To mennesker på en strand, 3 Fut i fejemøget, 4 Nina, Kære Nina, 5 Emsomhedens Gade nr. 9, 6 Der er noget galt i Danmark, 7 Ursula, 8 Nede i møjet, 9 Du ser mig, når jeg kommer, 10 Sidder på et værtshus, 11 Karl Herman & Jeg, 12 Så længe jeg lever, 13 Mig og Margrethe, 14 Erik Oluf Andersen, 15 Åh, hvilken herlig nat, 16 Sæt dig i en vejgrøft, 17 Der er noget galt i Danmark (Chuggy Cook & Sidel Boy Remix), 18 Livet er kort (Shazzman & Grandpa Chuggy Remix)
- Fut i Fejemøget - 36 af de allerbedste

CD 1: 1 Fut i fejemøget, 2 Så længe jeg lever, 3 Der er noget galt i Danmark, 4 Erik Oluf Andersen, 5 To mennesker på en strand, 6 Sidder på et værtshus, 7 Karl & Ann-Catrin‘, 8 Nina, kære Nina, 9 Du ser mig når jeg kommer, 10 Man skal aldrig sige aldrig, 11 Nede i møjet, 12 Karl Herman og Jeg, 13 Ensomhed-ens Gade nr. 9, 14 Grufuldt mareridt, 15 Ursula, 16 Mytteriet på H.M.S. Bounty Anno 1789, 17 Mennesker bliver spist i Polynesien, 18 Livet er kort,
CD 2: 1 Åh hvilken herlig nat, 2 Den gamle violin, 3 Hvad tæn-ker de på, 4 Den Mand, 5 Hvad pokker skal jeg gøre, 6 Kom hjem igen, 7 Søndag morgen, 8 Sæt dig ned i en vejgrøft, 9 Mig og Margrethe, 10 Kom, kom til klondike, 11 Carsten Levin, 12 Danmarks jord for de danske, 13 Du sir‘ jeg skal gi‘ dig en chance, 14 Mandag morgen Blues, 15 Hvad pokker skal jeg gøre, 16 Skibshunden, 17 En fattig Troubadur, 18 Skuld Gammel Venskab Rejn Forgo
- Hvad er der så mer'? - De allerbedste med John Mogensen (2014)

CD 1: 1 Der er noget galt i Danmark 2 Erik Oluf Andersen 3 Livet er kort 4 Danmarks jord for de danske 5 Ensomhedens gade nr. 9 6 Åh, hvilken herlig nat 7 Karl & Ann-Cathrin' 8 Så længe jeg lever 9 Nina, kære Nina 10 Sidder på et værtshus 11 Du ser mig når jeg kommer 12 Karl Herman og jeg 13 To mennesker på en strand 14 Kom hjem igen 15 Hvad tænker de på 16 Mig og Margrethe 17 Hva' pokker skal jeg gøre? 18 Carsten Levin 19 Du si'r jeg ska' gi' dig en chance 20 Fut i fejemøget 21 Ursula 22 Søndag morgen 23 Nede i møjet 24 Mytteriet på H.M.S. Bounty anno 1789 CD 2: 1 Balladen om "Bonnie & Clyde" 2 Erhard 3 Mennesker bliver spist i Polynesien 4 Man skal aldrig sige aldrig 5 Hva' skal jeg gøre 6 Kom, kom til Klondike 7 Mandalay 8 Conny bli'r hos mig 9 Automobil 10 Mandag morgen blues 11 Far er præst i Jylland 12 Falmede roser 13 Grufuldt mareridt 14 Hvilken herlig dag 15 Sæt dig ned i en vejgrøft 16 Ny Dragør vals 17 Hjemme igen, langt herfra 18 Den mand 19 Kør langsomt 20 En fattig troubadur 21 På loftet sidder nissen med sin risengrød 23 Bjældeklang/Kender I den om Rudolf 24 Mogensen-mix (bonus) 25 Hvad er der så mer'? (bonus)

### Hyldestalbums
- Så længe mit hjerte slår - En nat med John Mogensen (Soundtrack fra teaterforestillingen "Så længe mit hjerte slår") (2004, Kick Music)

1 Så længe jeg lever, 2 Falmede roser, 3 Sæt dig ned i en vejgrøft, 4 Ursula, 5 Sidder på et værtshus, 6 Fut i fejemøget, 7 Hvad er det så mer'?, 8 Søndag Morgen, 9 Åh, hvilken herlig nat, 10 Du ser mig, når jeg kommer, 11 To mennesker på en strand, 12 Hvad skal jeg gøre, 13 Den mand, 14 Nede i møjet
fremført af Benny Holst, Jytte Pilloni, Katrine Jensenius & Delta Blues Band.

### Singler
- Cantina / South of the border (Instrumental) (1964, Odeon)
- Sæt dig ned i en vejgrøft / Mandag Morgen Blues (1966, Oktav)
- Kom, kom til Klondike / 7 - 9 - 13 (1967, Oktav) (John Mogensen & Vennerne)
- Balladen om Bonnie & Clyde / Hjemme igen, langt herfra (1968, Oktav)
- Livet er kort / Der' noget galt i Danmark (1971, Oktav)
- Nede i møjet / Du ser mig når jeg kommer (1971, Oktav)
- Ny Dragør vals /  Hiv op og lad gå (1971, Oktav)
- Søndag morgen / Carsten Levin (1971, Play Records)
- Erhard / Fut i fejemøget (1971, Telefunken / Play Records)
- Erik Oluf Andersen / To mennesker på en strand (1972, Play Records)
- Danmarks jord for de danske / Mig og Margrethe (1972, Play Records)
- Hvad pokker skal jeg gøre? / Ursula (1972, Play Records)
- Åh, hvilken herlig nat / Så længe jeg lever (1973, Play Records)
- Mytteriet på H. M. S. Bounty , anno 1789 / Mit kvindfolk (1973, Play Records)
- På loftet sidder nissen med sin julegrød / Bjældeklang / Kender I den om Rudolf (1973, Play Records)
- Hvad tænker de på? / Nina, Kære Nina (1974, Play Records)
- Ensomhedens Gade Nr. 9 / Falmede roser (1974, Play Recods)
- Du siger, jeg skal gi' dig en chance / Grufuldt mareridt (1975, KMF)
- Den gamle violin / Morfar (1975, Play Records)
- Karl Herman og jeg / Karl & Ann-Cathrin' (1976, KMF)
- Man skal aldrig sige aldrig / John's nr. 5 (1977, Play Records)
- Hvad er der så mer (Vocal version) / Hvad er der så mer (Instrumental version) (1979, Nordstjernen) (John Mogensens sidste indspilning, der blev optaget dagen før hans død)
- Der' noget galt i Danmark (Chuggy Cook & Sidel Boy Remix) / Livet er kort (Shazzman & Grandpa Chuggy Remix) (2008, CMC Entertainment)

## Kendte sange
I alfabetisk rækkefølge
- Automobil
- Carsten Levin
- Danmarks Jord
- Den gamle violin
- Der er noget galt i Danmark
- Du si'r jeg ska' gi' dig en chance
- En fattig Troubadour
- En lille pige i flade sko
- Ensomhedens Gade nr. 9 (Gentle on My Mind)
- Erik Oluf Andersen
- Falmede Roser
- Fut i fejemøget
- Grufuldt Mareridt
- Hjemme
- Hva' pokker ska' jeg gøre?
- Hvad tænker de på
- Karl & Ann-Cathrin
- Karl Herman & jeg (Tjo och tjim och inget annat)
- Kom, kom til klondike
- Livet er kort
- Men ska' aldrig sige aldrig (Ruth Mogensen)
- Mig og Margrethe
- Mit kvindfolk
- Mytteriet på H.M.S. Bounty anno 1789
- Nede i møget
- Nina, kære Nina
- På loftet sidder nissen med sin julegrød
- Sidder på et værtshus
- Søndag morgen
- Så længe jeg lever
- To mennesker på en strand
- Ursula
- Åh, hvilken herlig nat